# Michel Demaret
Pour les articles homonymes, voir Demaret.
Michel Demaret (« Dikke Mich »), né le 18 janvier 1940 et mort le 9 novembre 2000, est un homme politique belge, membre du PSC. Il a été bourgmestre faisant fonction de Bruxelles, de septembre à décembre 1991 et de novembre 1992 à avril 1993, en remplacement d'Hervé Brouhon, puis bourgmestre nommé de juillet 1993 à mars 1994. Il s'est fait remarquer au début des années 1970 dans deux téléfilms de Jean-Jacques Péché et Pierre Manuel. 

## Biographie
Populaire, il était originaire du quartier des Marolles et aimait revendiquer ses origines modestes. Ancien videur d'une boîte de nuit de la capitale, il était parvenu à se hisser au sommet de la locale PSC, grâce à ses voix de préférence et avec l'appui de son ami Paul Vanden Boeynants.
Il est découvert en 1971 dans un téléfilm documentaire de Jean-Jacques Péché et Pierre Manuel sur les fonctionnaires de la Tour des pensions, puis dans Weekend, fiction expérimentale organisée à la mer du Nord dirigée en mai 1972 par les deux mêmes réalisateurs de la RTB. En 1989, elle sera détournée par les Snuls lors de leur séquence La Maxime du Week-end ou Le Belge est philosophe.
Ces deux numéros de la série Faits Divers serviront de détonateur à sa carrière politique.
C'est en 1976 qu'il devint le premier échevin catholique de Bruxelles depuis la création du pays en 1830.
Michel Demaret a marqué l'esprit de nombreux Belges, notamment lors de ses interventions dans le magazine Strip-tease, où il avoue publiquement être largement payé pour faire le Zwanze au parlement. On doit à Michel Demaret une citation dans Strip-tease qui a suscité un vif émoi : « À la Ville de Bruxelles il y a 1800 policiers, on ne peut pas demander à tous d'être intelligents ».
Le nom de Michel Demaret fut toutefois cité dans des affaires de détournements de fonds. Ce qui lui valut le sobriquet de « Monsieur 10 % ». On lui reprochait aussi d'être mêlé à  plusieurs transactions immobilières effectuées au préjudice des contribuables. Un immeuble situé dans le quartier des Marolles aurait ainsi été acheté par la ville au prix fort, réaménagé puis revendu à son ancien propriétaire pour un prix trois fois inférieur que celui d'acquisition. Le propriétaire bénéficiaire de ce bien immobilier est une connaissance du politicien.
Des agents des douanes allemandes auraient aperçu d'énormes liasses de billets dépasser de la poche de l'ancien bourgmestre, ivre dans le train et saisissent l'équivalent de 30.000 euros et l'ont laissé poursuivre son chemin avec le reste, après lui avoir signifié qu'il devait revenir faire la preuve de la licéité des fonds pour récupérer les montants confisqués. Quelques heures plus tard, Michel Demaret, de retour chez lui, fut pris du malaise qui lui fut fatal,. 
Une biographie rédigée par le journaliste belge Julien Semninckx qui s'intitule Michel Demaret, un « drol » de bourgmestre est sortie en été 2008 aux éditions de l'Arbre - Jourdan éditeur. 